# Новый (Гиагинский район)
Но́вый (адыг. ГъэпсыгъакI) — посёлок в Гиагинском муниципальном районе Республики Адыгея. Административный центр муниципального образования «Айрюмовское сельское поселение».

## География
Посёлок расположен в северной части Гиагинского района, у впадения реки Айрюм в Ульку. Находится в 14 км к северо-востоку от районного центра — станицы Гиагинская и в 44 км к северу от города Майкоп.
Площадь территории посёлка составляет — 3,03 км2, на которые приходятся 2,29 % от общей площади сельского поселения.
Ближайшие населённые пункты: Нижний Айрюм на юге, Келеметов на северо-западе, Задунаевский на севере и Семёно-Макаренский на востоке.
Населённый пункт расположен на Закубанской наклонной равнине, в переходной от равнинной в предгорную зону республики. Средние высоты на территории посёлка составляют около 116 метров над уровнем моря. Рельеф местности представляет собой в основном волнистые равнины, имеющей общий уклон с юго-запада на северо-восток, с холмисто-курганными и бугристыми возвышенностями. Долины рек изрезаны балками и понижениями.
Гидрографическая сеть представлена реками Улька и Айрюм, которые сливаются в центре посёлка и образуют большую запруду. Долина реки Улька занята густым смешанным лесом.
Климат на территории посёлка мягкий умеренный. Среднегодовая температура воздуха положительная и составляет около +11,5°С. Среднемесячная температура воздуха в июле достигает +23,0°С. Среднемесячная температура января составляет около 0°С. Среднегодовое количество осадков составляет около 720 мм. Основная часть осадков выпадает в период с мая по июль.

## История
Населённый пункт был основан в 1882 году, когда здешние земли у генерал-адъютанта М. Т. Лорис-Меликова, выкупила некая Л. И. Ефросимова, имение которой называлось «Метоха-Колхида».
В 1920 году на территории поселения была организована одна из первых коммун, руководил которой Григорий Проскурин. В 1921 году коммуна была преобразована в совхоз «Труд».
В 1962 году в ходе преобразования населённых пунктов Айрюмовского сельсовета, центральная усадьба совхоза «Труд» был переименован в посёлок Новый. Позже в состав посёлка были включены упразднённые хутора — Весёлый, Игнатьевский и Роднички.

## Население
| 2002  | 2010  | 2013  | 2014  | 2015  | 2016  | 2017  |
| ----- | ----- | ----- | ----- | ----- | ----- | ----- |
| 1469  | ↘1356 | ↘1326 | ↘1319 | ↘1291 | ↗1301 | ↘1283 |
| 2018  | 2019  | 2020  | 2021  | 2023  | 2024  |       |
| ↘1278 | ↘1275 | ↗1293 | ↘1266 | ↘1255 | ↘1244 |       |

Плотность — 410.56 чел./км2.
Национальный состав
По данным Всероссийской переписи населения 2010 года:
| Народ    | Численность, чел. | Доля от всего населения, % |
| -------- | ----------------- | -------------------------- |
| русские  | 1 181             | 87,1 %                     |
| армяне   | 46                | 3,4 %                      |
| курды    | 38                | 2,8 %                      |
| украинцы | 35                | 2,6 %                      |
| адыги    | 19                | 1,4 %                      |
| другие   | 37                | 2,7 %                      |
| всего    | 1 356             | 100 %                      |

Мужчины — 654 чел. (48,2 %). Женщины — 702 чел. (51,8 %).

По данным Всероссийской переписи населения 2021 года:
| Народ               | Численность, чел. | Доля от всего населения, % |
| ------------------- | ----------------- | -------------------------- |
| русские             | 1 101             | 86,97 %                    |
| курды               | 69                | 5,45 %                     |
| армяне              | 37                | 2,92 %                     |
| украинцы            | 23                | 1,82 %                     |
| другие / не указано | 36                | 2,84 %                     |
| всего               | 1 266             | 100,0 %                    |

## Образование
- Средняя общеобразовательная школа № 7.
- Детский сад № 9 «Дюймовочка».

## Здравоохранение
- Участковая больница.

## Культура
- Межпоселенческий дом культуры.

## Улицы
Улицы
| Баноковская  |
| Весёлая      |
| Западная     |
| Зелёная      |
| Ковылковская |

| Мира         |
| Набережная   |
| Полевая      |
| Почтовая     |
| Пролетарская |

| Северная   |
| Советская  |
| Терешковой |
| Школьная   |

Переулки
| Комсомольский |

| Почтовый |

| Советский |